# شکل سطری پلکانی
در یک ماتریس، درایهٔ پیشرو درایه‌ای ناصفر است که تمام درایه‌های هم‌سطر قبل از آن صفر باشند. مثال: گلوله‌ها {\displaystyle \bullet } در ماتریس زیر
{\displaystyle {\begin{bmatrix}\bullet &\star &\star &\star &\star \\0&\bullet &\star &\star &\star \\0&0&0&\bullet &\star \\0&0&\bullet &\star &\star \\0&0&0&0&0\end{bmatrix}}}
اگر تمام درایه‌های یک سطر صفر باشند به آن سطرِ صفر می‌گوییم و در آن صورت هیچ درایهٔ پیشرویی نخواهد داشت (مثل سطر آخر در مثال).
در جبر خطی، ماتریس پلکانی ماتریسی است که خصوصیات زیر را داشته باشد:
- تمام سطرهای صفر زیر سطرهای ناصفر قرار داشته باشند.
- هر درایهٔ پیشرو اکیداً سمت راست درایه‌های پیشرو در سطرهای بالاییش باشد. در مثال بالا این شرط در سطر چهارم برقرار نیست.
- بعضی منابع خاصیت سومی اضافه می‌کنند که درایه‌های پیشرو باید ۱ باشند.

با داشتن این دو (یا سه) خاصیت می‌گوییم آن ماتریس فرم پلکانی دارد. مثال: (گلوله‌ها و ستاره‌ها می‌توانند هر مقداری باشند. گلوله‌ها ناصفر)
{\displaystyle {\begin{bmatrix}\bullet &\star &\star &\star &\star \\0&\bullet &\star &\star &\star \\0&0&0&\bullet &\star \\0&0&0&0&\bullet \\0&0&0&0&0\end{bmatrix}}}
می‌توان از تعریف نتیجه گرفت که ماتریس پلکانی یک ماتریس بالامثلثی است. همچنین در یک ماتریس پلکانی، درایه‌های هم‌ستون زیر هر درایهٔ پیشرو حتماً صفر اند.
به ماتریس {\displaystyle A} پلکانی ستونی می‌گوییم اگر ترانهادهٔ آن {\displaystyle A^{T}} یک ماتریس پلکانی باشد. گاهی برای تأکید، به ماتریس پلکانی ماتریس پلکانی سطری هم گفته می‌شود.
هر ماتریسی مثل {\displaystyle A} را می‌توان با دنباله‌ای از چند عمل سطری مقدماتی به یک ماتریس پلکانی تبدیل کرد. با این که چنین ماتریسی یکتا نیست، مکان پیشروهای آن یکتا است. یک مکان محور {\displaystyle i,j} در یک ماتریس مکانی است که بعد از تبدیل ماتریس به پلکانی {\displaystyle A'_{i,j}} پیشرو باشد. برای پیدا کردن چنین ماتریسی می‌توان از روش حذف گاوسی استفاده کرد.

## ماتریس پلکانی کاهش یافته
اگر یک ماتریس پلکانی دو خاصیت دیگر نیز داشته باشد به آن ماتریس پلکانی کاهش‌یافته یا کاهشی (به انگلیسی: reduced echelon matrix) می‌گوییم:
- هر درایهٔ پیشرو تنها درایهٔ ناصفر در ستون خود باشد. به عبارتی دیگر درایه‌های هم‌ستون هر درایهٔ پیشرو حتماً صفر اند.
- مقدار درایه‌های پیشرو باید ۱ باشند (همان طور که گفته شد، این خاصیت تنها در بعضی کتاب‌ها خاصیت ماتریس پلکانی غیرکاهشی است).

مثالی از ماتریسی با فرم پلکانی کاهش‌‌یافته (به انگلیسی: RREF):
{\displaystyle {\begin{bmatrix}0&1&0&\star &0&0\\0&0&1&\star &0&0\\0&0&0&0&1&0\\0&0&0&0&0&1\\0&0&0&0&0&0\end{bmatrix}}}
هر ماتریسی مثل {\displaystyle A} را می‌توان با دنباله‌ای از چند عمل سطری مقدماتی به یک ماتریس پلکانی کاهش‌‌یافته تبدیل کرد. به آن ماتریس، ماتریس پلکانی کاهش‌‌یافتهٔ متناظر با ماتریس {\displaystyle A} می‌گوییم. برخلاف ماتریس پلکانی، ماتریس پلکانی کاهش‌‌یافتهٔ متناظر با هر ماتریس یکتا است. برای پیدا کردن چنین ماتریسی می‌توان از روش حذف گاوس-جردن استفاده کرد.